# Archie Clark
Pour les articles homonymes, voir Clark.
Archie L. Clark (né le 15 juillet 1941 à Conway, Arkansas) est un ancien joueur américain professionnel de basket-ball. Il joua au poste de meneur de jeu pour cinq équipes de la National Basketball Association.

## Biographie
Clark grandit dans la banlieue de Détroit et rejoignit les rangs de United States Army après le lycée.

### Carrière sportive
Alors qu'il jouait pour une équipe de la base de Andrews Air Force Base, il fut découvert par un recruteur de l'Université du Minnesota et évolua alors sous les ordres de John Kundla. Après une très bonne carrière universitaire, incluant une sélection dans la Conférence Big Ten lors de son année senior, il fut drafté par les Lakers de Los Angeles au quatrième tour de la Draft 1966 de la NBA.
Lors de ses dix saisons (de 1966 à 1976) en NBA, Clark joua pour les Lakers, les 76ers de Philadelphie, les Baltimore/Capital Bullets, les SuperSonics de Seattle et les Pistons de Détroit.
En 1968, Clark a fait partie du transfert (avec Darrall Imhoff et Jerry Chambers) qui amena Wilt Chamberlain aux Lakers. Il réalisa des moyennes de 16,3 points et 4,8 passes décisives en carrière et apparut à deux reprises au All-Star Game, en 1968 et 1972; il fit également partie de la All-NBA Second Team lors de la saison NBA 1971-1972.

### Autres responsabilités
En 1987, Clark échoue lors de l'élection à la mairie d'Ecorse, Michigan.
En 1992, il cofonde la National Basketball Retired Players Association (ou association des anciens joueurs NBA) avec Dave DeBusschere, Dave Bing, Dave Cowens et Oscar Robertson.